# Stinśka
Stinśka (ukr. Стінська; 1212 m n.p.m.) – szczyt górski w Bieszczadach Zachodnich, na południowo-wschodnim krańcu Połoniny Bukowskiej. Znajduje się przy granicy polsko-ukraińskiej, lecz sam wierzchołek leży na Ukrainie. Sąsiaduje z Kińczykiem Bukowskim oraz z Rozsypańcem. Szczyt oraz górne partie stoków pokrywa połonina. Stąd efektowny widok w kierunku wschodnim z Workiem Bieszczadzkim i widocznym na horyzoncie Pikujem.